# Trata pri Velesovem
Trata pri Velesovem je naselje u slovenskoj Općini Cerklju na Gorenjskem. Trata pri Velesovem se nalazi u pokrajini Gorenjskoj i statističkoj regiji Gorenjskoj. 

## Stanovništvo
Prema popisu stanovništva iz 2002. godine naselje je imalo 92 stanovnika.